# Ravesa Lleshi

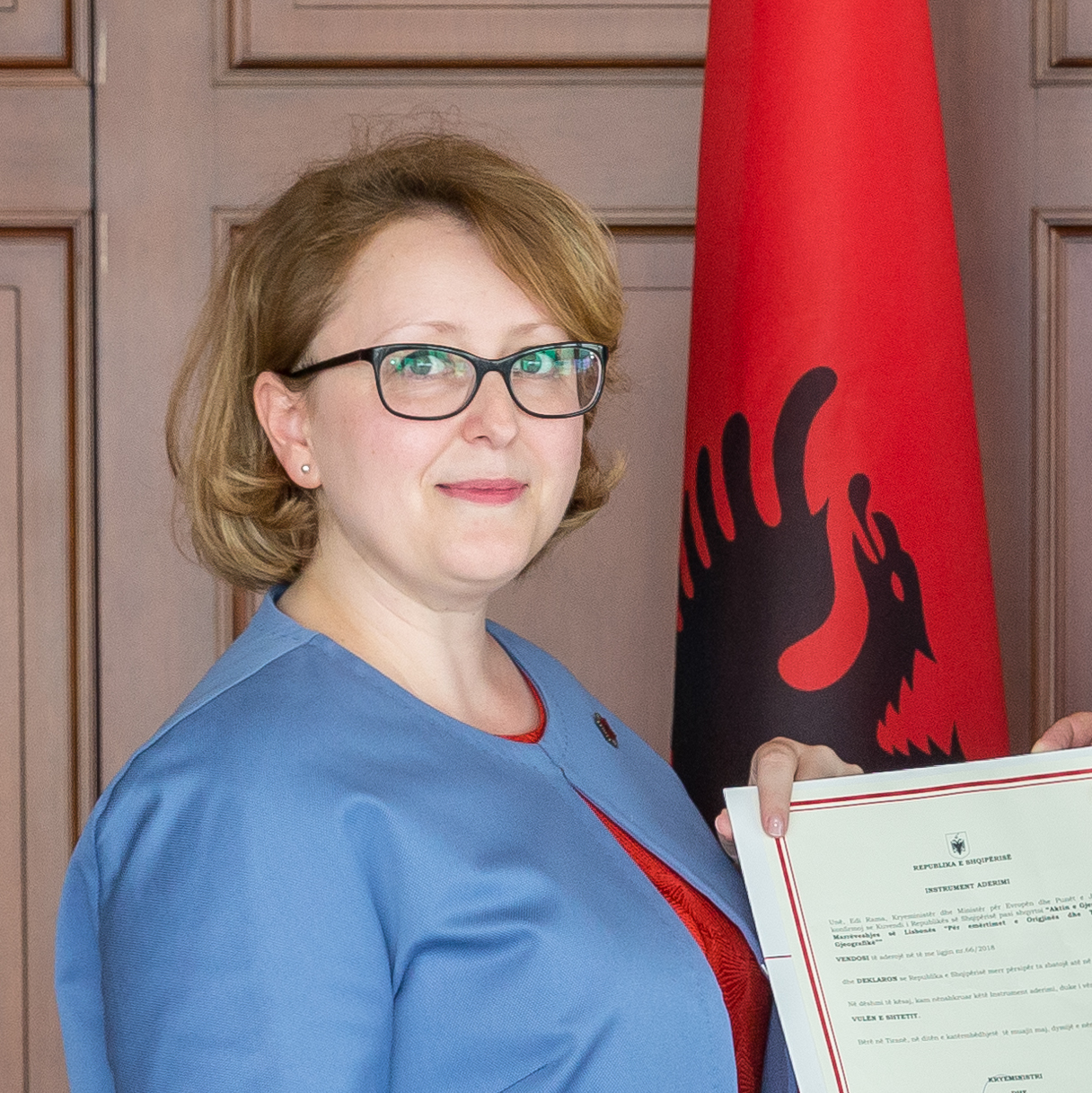
Ravesa Lleshi

Ravesa Lleshi (nascida em 1 de junho de 1976) é a Representante Permanente da Albânia no Escritório das Nações Unidas em Genebra, desde 2018.

## Biografia
Lleshi nasceu em 1976 e formou-se na Holanda pela Universidade de Tilburg, com mestrado em direito público europeu e internacional. Ela é fluente em inglês e holandês.
De 2010 a 2014, ela esteve em Tirana, onde leccionou nas instalações oferecidas pela University of New York Tirana.
Ela esteve na Áustria a partir de março de 2016, quando liderou a missão do seu país na Organização para a Segurança e Cooperação na Europa, até janeiro de 2018, quando se tornou conselheira do Ministro das Relações Externas.
Ela tornou-se a Representante Permanente da Albânia no Escritório das Nações Unidas em Genebra em 2018. Lleshi também é responsável pela representação do seu país na Organização Mundial de Propriedade Intelectual; em 2019 ela foi uma das primeiras a assinar um acordo internacional que daria protecção a produtos regionais como o chá Darjeeling. 